# Manta de Castilla
Una manta de Castilla, manta de castilla o poncho de Castilla es un tipo de poncho hecho de una tela gruesa denominada castilla que usan los campesinos huasos en la zona central de Chile. Se caracteriza por sus grandes dimensiones y cuello elevado, protegiendo a sus usuarios de las adversidades climáticas como el frío, la nieve, el viento y la lluvia.
Los rancheros chagras de la sierra de Ecuador también llaman a sus abrigos como "ponchos de Castilla".

## Historia
Fue bautizada así porque derivó de la capa que llevaban los jueces confeccionada en Castilla durante el periodo colonial del Imperio español (1600-1810), ya que el alto costo de producción de la tela les hizo buscar alternativas para fabricarla en otro lugar y escogieron la Capitanía General de Chile, donde fue modificada como poncho. Fue declarada como la «Manta del Bicentenario» en 2010.